# Ardara (Irlande)
Pour les articles homonymes, voir Ardara.
Ardara (en gaélique Ard an Rátha) est un village du comté de Donegal en Irlande.
Ardara est en particulier réputé pour le négoce du tweed fabriqué dans la région, le plus célèbre d'entre eux est le «Mart» qui a été construit en 1908 et abritait plus d'une cinquantaine de tisserands à la fois, est aujourd'hui le siège de la société Tweed Triona Design

## Références

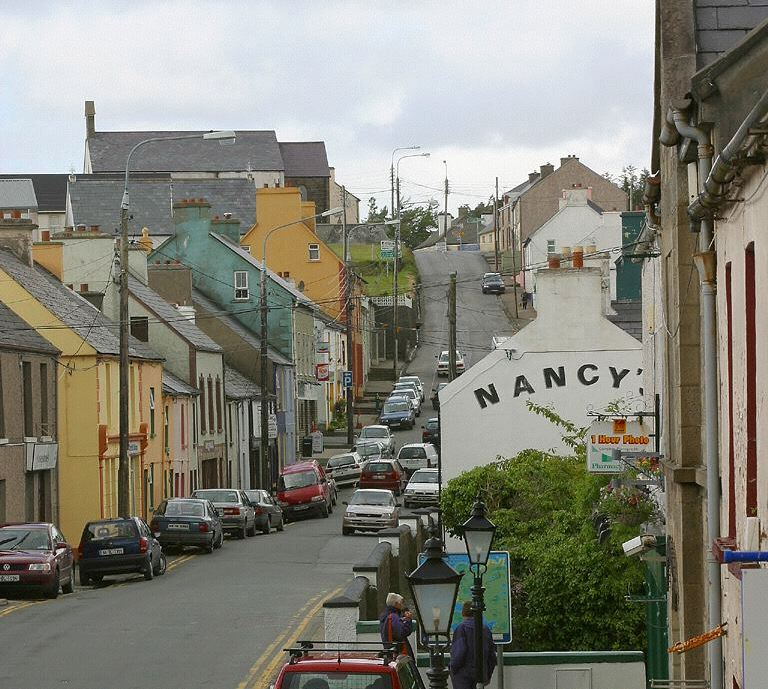
Ardara en 2005

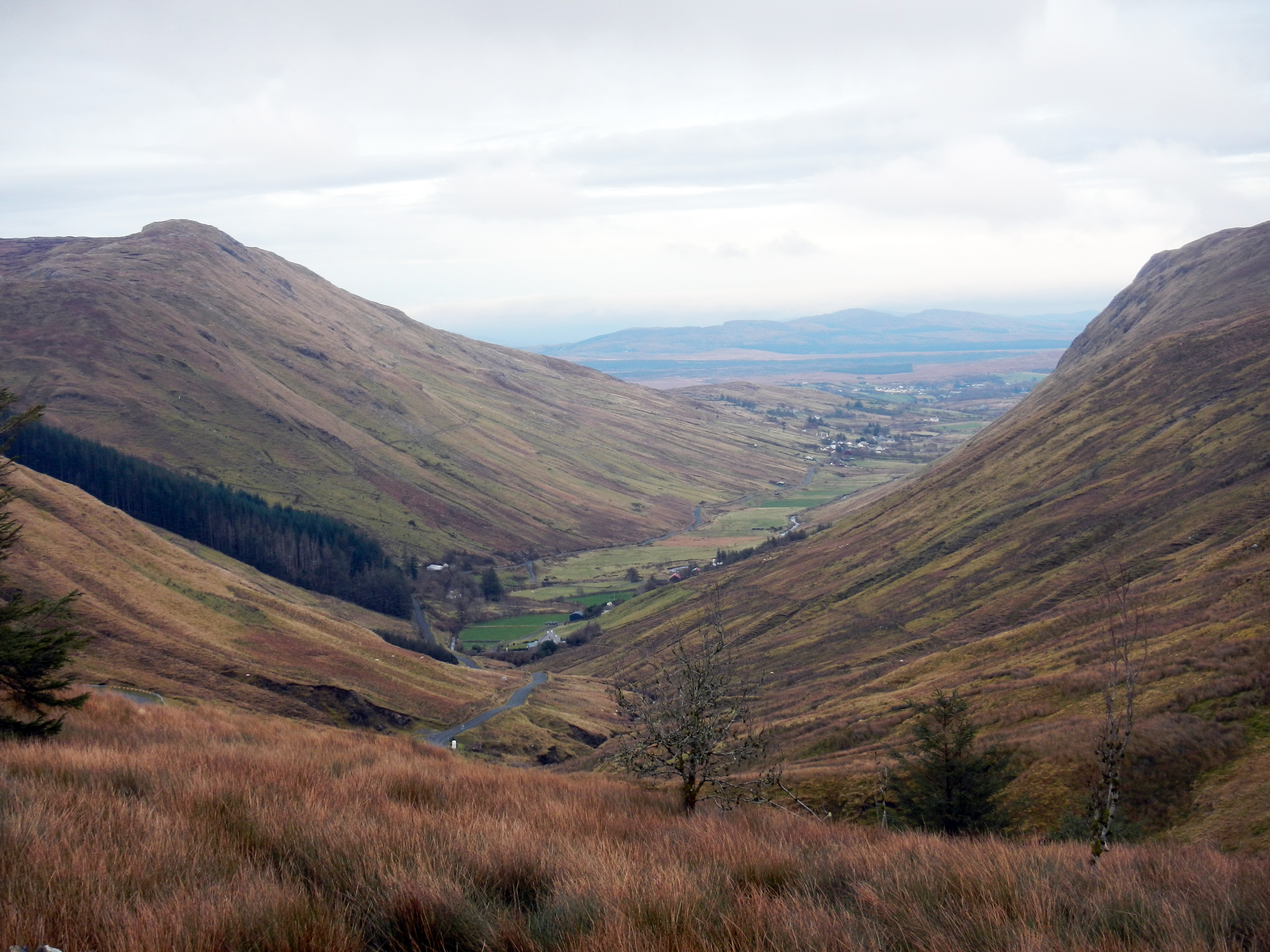
Glengesh Pass en 2012.